# Агатангел (Соловйов)
Агатангел (у світі Олексій Федорович Соловйов; 8 (20) лютого 1812 — 8 (20) березня 1876, Житомир) — релігійний діяч Російської імперії, гебарист, єпископ Російської православної церкви, єпископ Волинський та Житомирський, також єпископ Вятський та Слобідський (1860—1866).

## Життєпис
Син священика Ільїнського Шуйського повіту, що в старовинній мерянській землі.
1836 — закінчив курс Владімірської духовної семінарії та Московської духовної академії, отримав ступінь магістра богослов'я. 23 червня 1835 — пострижений в чернецтво. 20 червня 1836 — ієромонах, з 20 серпня бакалавр по класу тлумачення святого Писання.
Був замішаний у скандал зі студентами Санкт-Петербурзької духовної академії, які поширювали переклад Біблії професора Герасима Павського. 1841 книга вдруге перевидалася для передплатників Київської, Московської та Санкт-Петербурзької духовних академій. Але ієромонах Агатангел написав анонімний донос членам Синоду під виглядом «листа із Володимира», посланого трьом митрополитам. Переклад називався «злоріччям давнього змія», «замовчуванням Ісуса Христа у пророцтвах». Донос Агатангела, з примірником літографованого перекладу, київський митрополит Філарет Амфітеатров переслав обер-прокурору Синоду Ніколаю Протасову, після чого професора Павського тягали по допитах.
28 лютого 1842 — інспектор Московської духовної академії. 23 березня митрополит Філарет затвердив його на цій посаді і доручив читати моральне богослов'я.
У вересні 1842 призначений ректором Харківської духовної семінарії, Агатандел 22 жовтня зведений в сан архімандрита, після з Харкова переведений ректором до Костромської духовної семінарії (1845) та 20 січня 1854 призначений ректором Казанської духовної академії.
4 березня 1857 — призначений єпископом Ревельським РПЦ. 31 березня рукопокладений.
6 лютого 1860 — був В'ятським єпархіальним єпископом РПЦ.
Заснував у В'ятці духовне жіноче училище. Облаштував у місті єпархіальну бібліотеку. Коли був ректором Казанської духовної академії видавав журнал «Православний співрозмовник», а в Житомирі видав «Єпархіальні новини», влаштував при семінарії гуртожиток і заснував училище для дівчат духовних звань.
17 липня 1866 — єпископ Волинський та Житомирський.
На Волині в Почаївській лаврі заснував ремісниче училище.
31 березня 1868 — зведений в сан архієпископа.
Помер 8 березня 1876 в Житомирі.

## Твори
Деякі твори Агатангела надруковані, але більшість в рукописному вигляді.
Надруковані були:
- «Перевод с еврейского книги Иова с подстрочными примечаниями»[недоступне посилання з лютого 2019]. (рос.)
- «Переклад з грецької книжки Премудрості Ісуса, сина Сірахова»
- «Тлумачення послань св.. Апостола Павла до Галатів»
- «Пояснення екзегетичного характеру перших семи глав євангеліста Матвія», надруковане у «Волинських єпархіальних новинах»
- Першочерговий переклад з грецької «Книжки правил».
- «Слово Агатандела, єпископа Ревельського, вікарія спб. митрополії», СПб., 1859 г., 8°, 179 стор., та 1860 р., вид. у В'ятці.
- «Слова» Агатандела, єпископа В'ятського та Слобідського.